# Henry Smith-Stanley
Henry Thomas Smith-Stanley (9 de março de 1803 - 2 de abril de 1875) foi um político britânico, membro do parlamento (MP) por Preston de 1832 a 1837.
Smith-Stanley era filho de Edward Smith-Stanley, 13º Conde de Derby e de sua esposa Charlotte Hornby.
Ele foi educado no Eton College e matriculado no Trinity College, Cambridge em 1821. Ele foi transferido para St Mary Hall, Oxford, matriculando-se em 1826, aos 22 anos.
Ele serviu como JP e DL, e como MP para Preston entre os anos 1832–1837.

## Família
Smith-Stanley casou-se com Anne Woolhouse, filha de Richard Woolhouse, no dia 1 de setembro de 1835. Eles tiveram quatro filhos.